# دزدان دریایی! گروهی از ناجورها
دزدان دریایی! در سفری با دانشمندان (انگلیسی :Pirates!In Adventure With Scientists) انیمیشنی تولید شده توسط شرکت آردمن انیمیشن است که در ۲۸ مارس ۲۰۱۲ توزیع شد. این انیمیشن برگرفته از کتابی نوشته Gideon Defoe است.

## داستان
داستان انیمیشن از جایی شروع می‌شود که مسابقات دزد دریایی سال در حال برگزاری است و هر دزدی که بتواند بیشترین غنیمت را جمع‌آوری کند به این عنوان دست می‌یابد. ناخدا دزده که همیشه در این مسابقات آخر می‌شده‌است این بار برای قهرمانی در این مسابقات شرکت می‌کند؛ ولی به علت بی عرضگی خود و خدمه‌اش همیشه به کشتی ارواح و اجنه حمله می‌کند که هیچ طلایی ندارند. او بالاخره به کشتی دانشمندی به نام چارلز داروین حمله می‌کند و داروین با دیدن دودوی او که آخرین دودوی دنیاست پیشنهاد شرکت در مسابقات دانشمند سال را می‌کند ولی …

## دو شخصیت واقعی انیمیشن
ملکه ویکتوریا و چارلز داروین ، که یکی ملکه انگلستان و دیگری زیست‌شناس است، شخصیتهای تاریخی پرآوازه‌ای هستند که موقعیت‌هایشان در این انیمیشن با زندگی واقعیشان متفاوت است.

## ‌دوبله فارسی
دوبله شده در استودیو کوالیما به مدیریت فرشاد بهبودی ، ترجمه آرش صوفی و با گویندگی حامد عزیزی ، مهدی ثانی خانی ، مریم باقری ، امیر امیری ، ارسلان جولایی ، فرشاد بهبودی ، علیرضا مبین ، مهراد میراکبری ، سحر طهرانچی و ... 
‌دوبله و پخش از موسسه هنرنمای پارسیان